# Premiership Rugby 2000-2001
Premiership Rugby 2000-01 fu il 14º campionato nazionale inglese di rugby a 15 di prima divisione.
Si tenne dal 19 agosto 2000 al 13 maggio 2001 tra 12 squadre, che si incontrarono nella stagione regolare a girone unico per stabilire le otto partecipanti alla fase a play-off per il titolo finale.
Fu la prima stagione in cui il torneo fu noto come Zurich Premiership a seguito di accordo di naming stipulato ad agosto 2000 con il gruppo assicurativo svizzero Zurich, che pochi mesi prima aveva acquistato Allied Dunbar, il precedente sponsor della manifestazione.
In occasione di tale edizione di torneo furono introdotte due rilevanti variazioni di formato: l'adozione del punteggio a bonus dell'Emisfero Sud con i 4 punti a vittoria e l'istituzione di una fase a eliminazione diretta al termine degli incontri a girone unico; tali play-off, invero, furono introdotti inizialmente solo come un'appendice alla stagione regolare, ma in corso di torneo fu stabilito che la squadra campione d'Inghilterra sarebbe stata la vincitrice della finale, non la prima classificata al termine della fase a girone unico.
Leicester, primatista della stagione regolare, si impose anche in finale, battendo Bath 22-10 a Twickenham, vincendo la sua terza Premiership consecutiva e quinta assoluta.
Le quattro semifinaliste e la migliore eliminata nei quarti di finale (Leicester, Bath, Northampton e London Wasps) nonché la miglior perdente dei quarti di finale (Newcastle) accedettero alle Coppe europee; la sesta squadra inglese fu, nonostante il penultimo posto in classifica della stagione regolare, l'Harlequins, vincitrice della Challenge Cup e, quindi, automaticamente classificata alla Heineken Cup successiva.
A retrocedere fu invece Rotherham che appena un anno prima aveva guadagnato la sua prima promozione di sempre in prima divisione.
Il valore delle marcature, come stabilito dall’IRFB nel 1992, era: 5 punti per ciascuna meta (7 se trasformata), 3 punti per la realizzazione di ciascun calcio piazzato, idem per il drop.

## Formato
Nella stagione regolare, che si tenne a girone unico, ogni squadra incontrò le altre in gara d'andata e ritorno, con calendario irregolare.
Il punteggio previsto fu quello introdotto nell'Emisfero Sud pochi anni prima, ovvero 4 punti per la vittoria, 2 per il pareggio, zero per la sconfitta più un eventuale punto di bonus per la o le squadre che realizzassero almeno 4 mete e un ulteriore eventuale punto alla squadra sconfitta con sette o meno punti di scarto.
Al termine della stagione regolare, l'ultima in classifica retrocedette immediatamente in Premiership Two e le prime otto accedettero alla fase a play-off in gara unica: ciascuna delle prime quattro della classifica ricevette in casa in ordine inverso le seconde quattro (la prima contro l'ottava, la seconda contro la settima, etc.).
Anche le semifinali si tennero in casa della squadra meglio piazzata nella stagione regolare.
La finale si tenne in gara unica allo stadio di Twickenham a Londra.

## Squadre partecipanti
- Bath
- Bristol
- Gloucester
- Harlequins (Londra)
- Leicester
- London Irish (Londra)
- London Wasps (Londra)
- Newcastle (Newcastle upon Tyne)
- Northampton
- Rotherham
- Sale Sharks (Sale)
- Saracens (Londra)

## Stagione regolare

### Risultati
| Data       |                            | Risultato |
| ---------- | -------------------------- | --------- |
| 19-8-2000  | Wasps – Leicester          | 22-24     |
| 19-8-2000  | Harlequins – London Irish  | 16-22     |
| 19-8-2000  | Sale Sharks – Bath         | 33-32     |
| 20-8-2000  | Newcastle – Northampton    | 27-21     |
| 20-8-2000  | Rotherham – Bristol        | 20-23     |
| 20-8-2000  | Saracens – Gloucester      | 50-20     |
|            |                            |           |
| Data       |                            | Risultato |
| 6-9-2000   | Bristol – Sale Sharks      | 13-36     |
| 6-9-2000   | Newcastle – Gloucester     | 18-19     |
| 6-9-2000   | Northampton – Harlequins   | 27-20     |
| 6-9-2000   | Leicester – Rotherham      | 26-18     |
| 6-9-2000   | Saracens – Wasps           | 24-30     |
|            |                            |           |
|            |                            |           |
| Data       |                            | Risultato |
| 23-9-2000  | Newcastle – Wasps          | 59-21     |
| 23-9-2000  | Bristol – Leicester        | 24-20     |
| 23-9-2000  | Gloucester – Harlequins    | 27-23     |
| 23-9-2000  | Northampton – Bath         | 24-13     |
| 24-9-2000  | London Irish – Sale Sharks | 28-13     |
| 24-9-2000  | Saracens – Rotherham       | 59-5      |
|            |                            |           |
| Data       |                            | Risultato |
| 24-11-2000 | Harlequins – Leicester     | 13-16     |
| 25-11-2000 | Gloucester – London Irish  | 26-6      |
| 25-11-2000 | Northampton – Bristol      | 24-6      |
| 26-11-2000 | Bath – Rotherham           | 42-19     |
| 26-11-2000 | Newcastle – Saracens       | 32-27     |
| 26-11-2000 | Wasps – Sale Sharks        | 33-24     |
|            |                            |           |
| Data       |                            | Risultato |
| 23-12-2000 | Sale Sharks – Bristol      | 25-26     |
| 23-12-2000 | Bath – London Irish        | 56-20     |
| 23-12-2000 | Rotherham – Leicester      | 9-27      |
| 23-12-2000 | Gloucester – Newcastle     | 28-13     |
| 23-12-2000 | Wasps – Saracens           | 25-6      |
| 23-12-2000 | Harlequins – Northampton   | 25-34     |
|            |                            |           |
| Data       |                            | Risultato |
| 6-1-2001   | Bath – Northampton         | 36-13     |
| 6-1-2001   | Rotherham – Saracens       | 19-8      |
| 6-1-2001   | Bristol – Gloucester       | 18-9      |
|            |                            |           |
|            |                            |           |
|            |                            |           |
|            |                            |           |
| Data       |                            | Risultato |
| 20-2-2001  | London Irish – Rotherham   | 54-11     |
| 24-2-2001  | Bath – Gloucester          | 50-16     |
| 24-2-2001  | Leicester – Saracens       | 56-15     |
| 24-2-2001  | London Irish – Bristol     | 26-26     |
| 24-2-2001  | Northampton – Sale Sharks  | 32-26     |
|            |                            |           |
|            |                            |           |
| Data       |                            | Risultato |
| 14-3-2001  | London Irish – Bath        | 13-58     |
|            |                            |           |
|            |                            |           |
|            |                            |           |
|            |                            |           |
|            |                            |           |
|            |                            |           |
| Data       |                            | Risultato |
| 31-3-2001  | Bath – Bristol             | 19-16     |
| 31-3-2001  | Gloucester – Leicester     | 22-13     |
| 31-3-2001  | Harlequins – Sale Sharks   | 36-10     |
| 31-3-2001  | Northampton – Saracens     | 25-14     |
| 1-4-2001   | Newcastle – London Irish   | 42-35     |
| 1-4-2001   | Wasps – Rotherham          | 58-3      |

| Data       |                            | Risultato |
| ---------- | -------------------------- | --------- |
| 26-8-2000  | Bristol – Saracens         | 23-34     |
| 26-8-2000  | Gloucester – Sale Sharks   | 18-19     |
| 26-8-2000  | Harlequins – Rotherham     | 26-13     |
| 26-8-2000  | Northampton – London Irish | 27-10     |
| 27-8-2000  | Newcastle – Leicester      | 22-25     |
| 27-8-2000  | Wasps – Bath               | 12-36     |
|            |                            |           |
| Data       |                            | Risultato |
| 9-9-2000   | Gloucester – Bath          | 21-22     |
| 9-9-2000   | Harlequins – Wasps         | 18-31     |
| 9-9-2000   | Sale Sharks – Northampton  | 34-23     |
| 10-9-2000  | Newcastle – Rotherham      | 34-19     |
| 10-9-2000  | Bristol – London Irish     | 26-30     |
| 10-9-2000  | Saracens – Leicester       | 17-9      |
|            |                            |           |
| Data       |                            | Risultato |
| 30-9-2000  | Bath – Saracens            | 21-33     |
| 30-9-2000  | Gloucester – Bristol       | 38-16     |
| 30-9-2000  | Harlequins – Newcastle     | 18-20     |
| 30-9-2000  | Rotherham – London Irish   | 19-18     |
| 30-9-2000  | Sale Sharks – Leicester    | 17-17     |
| 1-10-2000  | Wasps – Northampton        | 53-17     |
|            |                            |           |
| Data       |                            | Risultato |
| 2-12-2000  | Bristol – Bath             | 16-9      |
| 2-12-2000  | Leicester – Gloucester     | 31-28     |
| 2-12-2000  | Rotherham – Wasps          | 15-30     |
| 2-12-2000  | Sale Sharks – Harlequins   | 35-10     |
| 3-12-2000  | Saracens – Northampton     | 10-30     |
| 5-12-2000  | London Irish – Newcastle   | 19-17     |
|            |                            |           |
| Data       |                            | Risultato |
| 26-12-2000 | Bath – Leicester           | 16-17     |
| 27-12-2000 | Newcastle – Bristol        | 23-15     |
| 27-12-2000 | Harlequins – Saracens      | 14-30     |
| 27-12-2000 | Gloucester – Northampton   | 12-15     |
| 27-12-2000 | Wasps – London Irish       | 29-16     |
|            |                            |           |
|            |                            |           |
| Data       |                            | Risultato |
| 6-2-2001   | Leicester – Bristol        | 17-10     |
| 6-2-2001   | Harlequins – Gloucester    | 21-19     |
|            |                            |           |
|            |                            |           |
|            |                            |           |
|            |                            |           |
|            |                            |           |
| Data       |                            | Risultato |
| 6-3-2001   | Newcastle – Harlequins     | 22-24     |
| 6-3-2001   | Leicester – Sale Sharks    | 24-12     |
|            |                            |           |
|            |                            |           |
|            |                            |           |
|            |                            |           |
|            |                            |           |
| Data       |                            | Risultato |
| 17-3-2001  | Leicester – Newcastle      | 51-7      |
| 17-3-2001  | Bath – Wasps               | 16-13     |
| 17-3-2001  | Rotherham – Harlequins     | 12-32     |
| 17-3-2001  | London Irish – Northampton | 13-10     |
| 17-3-2001  | Sale Sharks – Gloucester   | 16-24     |
| 18-3-2001  | Saracens – Bristol         | 24-13     |
|            |                            |           |
| Data       |                            | Risultato |
| 10-4-2001  | Rotherham – Newcastle      | 36-39     |
| 10-4-2001  | Sale Sharks – London Irish | 43-18     |
| 10-4-2001  | Wasps – Harlequins         | 38-19     |
|            |                            |           |
|            |                            |           |
|            |                            |           |

| Data       |                           | Risultato |
| ---------- | ------------------------- | --------- |
| 2-9-2000   | Leicester – Northampton   | 33-19     |
| 2-9-2000   | Bath – Harlequins         | 38-22     |
| 2-9-2000   | London Irish – Saracens   | 27-22     |
| 2-9-2000   | Rotherham – Gloucester    | 23-29     |
| 2-9-2000   | Sale Sharks – Newcastle   | 13-27     |
| 3-9-2000   | Wasps – Bristol           | 23-17     |
|            |                           |           |
| Data       |                           | Risultato |
| 16-9-2000  | Bath – Newcastle          | 19-12     |
| 16-9-2000  | Harlequins – Bristol      | 31-25     |
| 16-9-2000  | Leicester – London Irish  | 33-20     |
| 16-9-2000  | Rotherham – Northampton   | 19-32     |
| 16-9-2000  | Sale Sharks – Saracens    | 6-51      |
| 17-9-2000  | Wasps – Gloucester        | 43-23     |
|            |                           |           |
| Data       |                           | Risultato |
| 18-11-2000 | Bristol – Rotherham       | 32-21     |
| 18-11-2000 | Gloucester – Saracens     | 16-15     |
| 18-11-2000 | Leicester – Wasps         | 28-13     |
| 18-11-2000 | Northampton – Newcastle   | 26-18     |
| 19-11-2000 | Bath – Sale Sharks        | 34-32     |
| 19-11-2000 | London Irish – Harlequins | 21-16     |
|            |                           |           |
| Data       |                           | Risultato |
| 16-12-2000 | Northampton – Gloucester  | 34-15     |
| 16-12-2000 | Leicester – Bath          | 27-19     |
| 16-12-2000 | London Irish – Wasps      | 14-13     |
| 16-12-2000 | Sale Sharks – Rotherham   | 45-12     |
| 17-12-2000 | Bristol – Newcastle       | 27-14     |
| 17-12-2000 | Saracens – Harlequins     | 26-18     |
|            |                           |           |
| Data       |                           | Risultato |
| 30-12-2000 | Northampton – Wasps       | 18-21     |
| 30-12-2000 | Saracens – Bath           | 11-31     |
|            |                           |           |
|            |                           |           |
|            |                           |           |
|            |                           |           |
|            |                           |           |
| Data       |                           | Risultato |
| 10-2-2001  | Northampton – Rotherham   | 42-0      |
| 10-2-2001  | Gloucester – Wasps        | 3-28      |
| 10-2-2001  | London Irish – Leicester  | 9-28      |
| 11-2-2001  | Newcastle – Bath          | 24-23     |
| 11-2-2001  | Bristol – Harlequins      | 13-9      |
| 11-2-2001  | Saracens – Sale Sharks    | 44-30     |
|            |                           |           |
| Data       |                           | Risultato |
| 10-3-2001  | Northampton – Leicester   | 9-12      |
| 10-3-2001  | Gloucester – Rotherham    | 50-17     |
| 10-3-2001  | Harlequins – Bath         | 24-22     |
| 11-3-2001  | Newcastle – Sale Sharks   | 48-24     |
| 11-3-2001  | Bristol – Wasps           | 12-24     |
| 11-3-2001  | Saracens – London Irish   | 35-22     |
|            |                           |           |
| Data       |                           | Risultato |
| 24-3-2001  | Rotherham – Sale Sharks   | 13-39     |
| 28-3-2001  | Wasps – Newcastle         | 44-7      |
|            |                           |           |
|            |                           |           |
|            |                           |           |
|            |                           |           |
|            |                           |           |
| Data       |                           | Risultato |
| 14-4-2001  | Sale Sharks – Wasps       | 29-59     |
| 14-4-2001  | Leicester – Harlequins    | 37-5      |
| 14-4-2001  | Rotherham – Bath          | 12-68     |
| 15-4-2001  | Saracens – Newcastle      | 34-29     |
| 16-4-2001  | Bristol – Northampton     | 46-16     |
| 16-4-2001  | London Irish – Gloucester | 35-10     |

### Classifica
| Pos | Squadra      | G  | V  | N | P  | PF  | PS  | DP   | BMP | Pt |
| --- | ------------ | -- | -- | - | -- | --- | --- | ---- | --- | -- |
| 1   | Leicester    | 22 | 18 | 1 | 3  | 571 | 346 | +225 | 8   | 82 |
| 2   | London Wasps | 22 | 16 | 0 | 6  | 663 | 428 | +235 | 10  | 74 |
| 3   | Bath         | 22 | 14 | 0 | 8  | 680 | 430 | +250 | 14  | 70 |
| 4   | Northampton  | 22 | 13 | 0 | 9  | 518 | 463 | +55  | 7   | 59 |
| 5   | Saracens     | 22 | 12 | 0 | 10 | 589 | 501 | +88  | 10  | 58 |
| 6   | Newcastle    | 22 | 11 | 0 | 11 | 554 | 568 | −14  | 13  | 57 |
| 7   | Gloucester   | 22 | 10 | 0 | 12 | 473 | 526 | −53  | 8   | 48 |
| 8   | London Irish | 22 | 10 | 1 | 11 | 476 | 576 | −100 | 3   | 45 |
| 9   | Bristol      | 22 | 9  | 1 | 12 | 443 | 492 | −49  | 6   | 44 |
| 10  | Sale Sharks  | 22 | 8  | 1 | 13 | 561 | 622 | −61  | 9   | 43 |
| 11  | Harlequins   | 22 | 7  | 0 | 15 | 440 | 538 | −98  | 10  | 38 |
| 12  | Rotherham    | 22 | 2  | 0 | 20 | 335 | 813 | −478 | 4   | 12 |

## Play-off
|  | Quarti di finale | Quarti di finale | Quarti di finale |             |              | Semifinali   | Semifinali | Semifinali |  |  | Finale | Finale | Finale |  |
|  |                  |                  |                  |             |              |              |            |            |  |  |        |        |        |  |
|  | 1                | Leicester        | 24               |             |              |              |            |            |  |  |        |        |        |  |
|  | 1                | Leicester        | 24               |             |              |              |            |            |  |  |        |        |        |  |
|  | 8                | London Irish     | 11               |             |              |              |            |            |  |  |        |        |        |  |
|  | 8                | London Irish     | 11               |             | Leicester    | Leicester    | 17         |            |  |  |        |        |        |  |
|  |                  |                  |                  |             | Leicester    | Leicester    | 17         |            |  |  |        |        |        |  |
|  |                  |                  | Northampton      | Northampton | 13           |              |            |            |  |  |        |        |        |  |
|  | 4                | Northampton      | Northampton      | Northampton | 13           | 45           |            |            |  |  |        |        |        |  |
|  | 4                | Northampton      |                  |             |              |              |            |            |  |  |        |        |        |  |
|  | 5                | Saracens         | 17               |             |              |              |            |            |  |  |        |        |        |  |
|  | 5                | Saracens         | 17               |             | Leicester    | Leicester    | 22         |            |  |  |        |        |        |  |
|  |                  |                  |                  |             |              |              |            |            |  |  |        |        |        |  |
|  |                  |                  | Bath             | Bath        | 10           |              |            |            |  |  |        |        |        |  |
|  | 2                | London Wasps     | Bath             | Bath        | 10           | 18           |            |            |  |  |        |        |        |  |
|  | 2                | London Wasps     |                  |             |              |              |            |            |  |  |        |        |        |  |
|  | 7                | Gloucester       | 6                |             |              |              |            |            |  |  |        |        |        |  |
|  | 7                | Gloucester       | 6                |             | London Wasps | London Wasps | 31         |            |  |  |        |        |        |  |
|  |                  |                  |                  |             | London Wasps | London Wasps | 31         |            |  |  |        |        |        |  |
|  |                  |                  | Bath             | Bath        | 36           |              |            |            |  |  |        |        |        |  |
|  | 3                | Bath             | Bath             | Bath        | 36           | 18           |            |            |  |  |        |        |        |  |
|  | 3                | Bath             |                  |             |              |              |            |            |  |  |        |        |        |  |
|  | 6                | Newcastle        | 9                |             |              |              |            |            |  |  |        |        |        |  |

### Quarti di finale
| Arbitro: | Tony Spreadbury (Bath) |

|                      |      |             |
| Stanley Healey       | mt   | Ezulike     |
| Stimpson             | tr   |             |
| Stimpson (3) Stanley | c.p. | Everitt (2) |

| Arbitro: | Chris White (Gloucester) |

|                                                 |    |                  |
| Martin Dawson (2) Rodber Cohen Thompson Blowers | mt | O’Mahony Bracken |
| Grayson (5)                                     | tr | de Beer          |

| Arbitro: | Rob Goodliffe (Yorkshire) |

|                |      |            |
| Gardiner Berne | mt   |            |
| Perry          | tr   |            |
| Matt Perry 2   | c.p. | Walder (3) |

| Arbitro: | Steve Lander (Liverpool) |

|               |      |            |
| Sampson Logan | mt   |            |
| Logan         | tr   |            |
| Logan (2)     | c.p. | Mannix (2) |

### Semifinali
| Arbitro: | Ed Morrison (Bristol) |

|              |      |             |
| Howard Booth | mt   | Martin      |
| Stimpson (2) | tr   | Grayson     |
| Stimpson     | c.p. | Grayson (2) |

| Arbitro: | Brian Campsall (Yorkshire) |

|                         |      |                                       |
| Henderson Roiser Waters | mt   | Barnes Voyce (2) tecnica Balshaw Lyle |
| Logan (2)               | tr   | Cox Voyce Perry                       |
| Logan (4)               | c.p. |                                       |

### Finale
| Arbitro: | Steve Lander (Liverpool) |

| |              | |
| M. Johnson Healey Stanley | mt           | Thirlby |
| Stimpson (2) | tr           | Perry |
| Stimpson | c.p.         | Perry |
| · Stimpson · Murphy · 70’ Lloyd · Howard · Stanley · An. Goode · Healey · 48’ Rowntree · 69’ West · 70’ Garforth · M. Johnson (c) · Kay · 68’ Corry · 68’ Back · W. Johnson | Formazioni   | · Perry · Balshaw · Maggs · Berne · Voyce · Catt · Cooper · Emms 41’ · Long 41’ · Mallett · Gabey · Borthwick · Gardiner 50’ · Clarke (c) 63’ · Lyle |
| · 48’ Freshwater · 68’ Gustard · 68’ Moody · 69’ Cockerill · 70’ Gelderbloom · 70’ Nebbett                                                                                  | Sostituzioni | · Barnes 41’ · Regan 41’ · G. Thomas 50’ · Lloyd 63’                                                                                                 |
| Dean Richards | Allenatori   | Jon Callard |

## Verdetti
- Leicester: Campione d'Inghilterra.
- Leicester, Bath, Northampton, London Wasps, Newcastle: qualificate alla Heineken Cup 2001-02[8].
- Rotherham: retrocesso in National Division Two 2001-02.